# Demotispa biplagiata
Demotispa biplagiata es una especie de insecto coleóptero de la familia Chrysomelidae.
Fue descrita científicamente en 1923 por Pic.